# 커크 깁슨
커크 해럴드 깁슨(Kirk Harold Gibson, 1957년 5월 28일 ~ )은 전 미국의 프로 야구 선수이자 감독이다. 선수로서 깁슨은 좌타좌투의 외야수였다. 그는 디트로이트 타이거스와 함께 자신 경력의 대부분을 보냈고, 또한 로스앤젤레스 다저스, 캔자스시티 로열스와 피츠버그 파이리츠를 위하여 활약하기도 하였다. 깁슨은 현재 폭스 스포츠 디트로이트에 타이거스를 위한 해설자이다.
다저스와 함께 깁슨은 1988년 내셔널 리그의 MVP로 임명되었다. 1988년 월드 시리즈 첫 경기에서 깁슨은 예고된 최종회 데니스 에커슬리를 상대로 대타자로 나서 끝내기 홈런을 쳐 가끔 월드 시리즈 역사상 가장 극적인 이벤트를 연출한 인물이 되었다. 1985년과 1988년 올스타 팀으로 2번이나 임명되었으나 둘 다 거절하였다. 그는 1995년 8월 자신의 공식 은퇴를 선언하였다.
선수로서 자신의 은퇴에 이어 그는 디트로이트에서 텔레비전 분석자로서 5개의 시즌을 보냈고, 그러고나서 2003년 타이거스팀의 코치가 되었다. 이후 2007년 다이아몬드백스의 벤치 코치가 되었고, A. J. 힌치의 중간 시즌 면직에 이어 2010년 임시 감독으로 승진하였다. 그해 10월 4일 다이아몬드백스는 깁슨을 2011년 시즌을 위한 자신들의 감독으로 임명하였다. 하지만 그는 2014년 9월 26일 감독직을 사임하였다.

## 어린 시절과 대학 경력
미시간주 폰티액에서 태어나 워터퍼드에서 자라온 깁슨은 워터퍼드 케터링 고등학교에서 수학하고, 자신이 미식축구에서 올아메리칸 와이드 리시버였던 미시간 주립 대학교에서 수학하였다. 깁슨의 대학 미식축구 경력은 빅텐 타이틀을 위한 동점으로 스파탄스를 이끌면서 두드러져 학교와 컨퍼런스의 기록을 세우고 훌라볼과 시니어볼에 나와 몇몇의 올아메리칸 팀들에 이루었다. 그일은 스파탄스의 코치 대릴 로저스가 깁슨이 대학 야구를 하던 제안에서였다. 깁슨은 대학 야구의 한해 만을 활약하였으나 48개의 경기들에서 16개의 홈런과 52개의 타점과 함께 .390을 타구하였다. 디트로이트 타이거스(1번째 라운드)와 세인트루이스 카디널스(현재의 애리조나 카디널스) 미식축구 팀(7번째 라운드) 양팀에 의하여 드래프트가 된 그는 야구를 선택하였다.

## 디트로이트 타이거스
1983년부터 1987년까지 깁슨은 디트로이트 타이거스를 위한 정규적 우익수로 활약하였다. 그는 타이거스가 1984년 월드 시리즈를 우승하는 데 도움을 주었다. 그는 1985년 시즌 이후에 자유 계약 선수가 되었으나 후에 메이저 리그 베이스볼 팀들의 소유자들 중에 결탁으로 결정된 이유로 중요한 제공들을 받지 않았다. 그는 타이거스와 재계약을 맺고 매흑적 디비전 경주에서 토론토 블루제이스에 하나의 경기에 의하여 아메리칸 리그 동부 디비전을 우승하는 데 팀에 도움을 주었다. 하지만 타이거스는 1987년의 아메리칸 리그 챔피언십 시리즈를 최후의 월드 시리즈 챔피언 미네소타 트윈스에게 패하였다.
자신 경력 초기에 깁슨은 스파키 앤더슨 감독에 의하여 미키 맨틀 다음으로 선언되었다. 앤더슨은 후에 사과하고 어리고 서투른 선수에 너무 압력을 놓았다고 말하였다. 그럼에 불구하고, 깁슨은 도루는 물론, 홈런을 칠수 있던 1980년대에 만능의 힘과 속도를 가진 선수로 숙고되었다. 그는 자신의 경력에서 3번이나 홈런에서 톱10에 끝냈고 4번이나 도루에서 톱10에 랭킹으로 들어왔다. 그는 1985년 30-30 클럽에서 첫 타이거스 선수가 되는 데 하나의 홈런 유격에 떨어졌다.
깁슨은 클러치 홈런을 치기로 알려졌다. 타이거스와 샌디에이고 파드리스 사이의 1984년 월드 시리즈의 5번째 경기의 8번째 이닝에서 그는 경기의 1위의 구원 투수들 중의 하나인 구스 고시지를 향하였다. 특히 깁슨이 경기에서 이미 일찍이 홈런을 친 이래 고의의 4구에 의한 출루가 차례에 보였다. 그러나 고시지는 파드리스의 감독 딕 윌리엄스에게 자신이 깁슨을 스트라이크아웃 시킬 수 있는 줄로 알았다고 말하였다. 참으로 고시지는 1979년 3개의 투구들에 자신의 매우 처음의 메이저 리그 타수에서 깁슨을 스트라이크아웃 시켰고, 깁슨은 10개의 이전의 본루 출연들에서 고시지를 상대로 1개의 번트-1루타를 다루었다.

## 로스앤젤레스 다저스

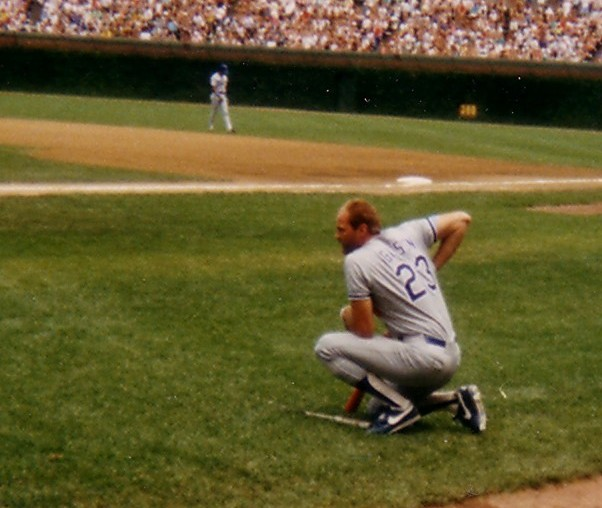
1989년 당시의 깁슨 (리글리 필드에서)

1988년 심판은 야구 팀의 소유자들이 자유 계약으로 효과에서 선수들에 결탁하였다고 판결하였다. 그는 깁슨을 포함한 몇몇의 선수들을 직접의 자유 계약 선수로 승인하였다. 깁슨은 로스앤젤레스 다저스와 계약을 맺었다.
깁슨은 1988년 다저스에 가입하여 투수 제시 오로스코가 봄 훈련 중에 자신의 캡에 구두닦기를 놓을 때 확대 사진을 선전한 후에 즉시 우승의 태도를 가져왔다. 깁슨은 공공연하게 팀의 프로적이 아닌 이전의 시즌에 내셔널 리그 서부 디비전에서 4위를 한 팀을 비난하였다. 그는 팀의 사실상의 지도자가 되어 25개의 홈런, 76개의 타점, 106개의 득점과 31개의 도루와 함께 .290을 타구한 후에 논쟁적 내셔널 리그 MVP 상을 수상하였다. 그가 아무 주요 분류에서 리그를 이끌지 않은 동안에 그가 증가적인 성공적 팀에 가져온 강렬과 지도력은 더 많은 인상적 통계와 함께 선수들에 있음직한 상을 그에게 내렸다.
뉴욕 메츠를 상대로 1988년 내셔널 리그 챔피언십 시리즈에서 깁슨은 비에 젖은 셰이 스타디움에서 열린 3번째 경기에서 일어날 듯 하지 않은 포구를 만들었다. 뒤로 경주를 가진 그는 젖은 잔듸에 미끄러져 그라운드에 자신의 무릎과 내려가는 길에, 그리고 그의 몸의 나머지가 매달린 동안에 외부에 도달하여 무키 윌슨의 2루타를 세이브 하는 데 완전한 연장적 포구를 이루었다. 하지만, 다저스는 8 대 4로 경기를 패하였다. 4번째 경기에서 12번째의 톱에서 그의 솔로 홈런은 우승 안타를 증명하였다. 5번째 경기에서 그는 5회에서 2개의 아웃, 3개의 득점의 홈런을 쳤고 다저스는 경기를 7 대 4로 우승하였다.

### 1988년 월드 시리즈
깁슨은 오클랜드 애슬레틱스를 상대로 1988년 월드 시리즈에서 자신의 단 하나의 본루 출연으로 가장 잘 알려졌다. 내셔널 리그 챔피언십 시리즈가 있는 동안에 양쪽의 다리에 부상을 당한 깁슨은 전혀 경기를 활약하는 데 기대되지 않았다. 1번째 경기에서 다저스가 4 대 3의 득점에 의하여 추적하고 마이크 데이비스가 1루에 놓이면서 토미 라소다 감독은 뜻밖에 대타자로서 자신의 절름거린 리그 MVP를 넣었다. 절뚝거리는 등과 당겨진 왼쪽의 햄스트링과 부은 오른쪽 무릎 사이에 일으켜진 깁슨은 애슬레틱스의 훗날의 명예의 전당 최종회 데니스 에커슬리를 향하는 데 본루로 자신의 길을 만들었다. 깁슨은 빠르게 카운트 0 대 2에서 뒤로 밀렸으나 놓친 공들였던 외부의 투구들의 짝을 중지하였다. 그러고나서 그는 투구를 파울시키면서 카운트 2 대 2를 간직하였다. 그의 타수의 7번째 투구에 데이비스는 2루타를 도루하였다. 깁슨은 본루들의 주위를 절름거리고 그의 기쁨에 넘치는 동료 선수들이 필드를 강습하면서 그의 오른쪽 주먹을 들어올렸다. 다저스는 5 대 4로 경기를 우승하여 월드 시리즈 타이틀을 차지하였다.

## 후반의 경력
1991년 깁슨은 캔자스시티 로열스와 함께, 그러고나서 이듬해 피츠버그 파이리츠와 함께 자유 계약 선수로서 계약을 맺었다. 그는 1992년 5월 5일 파이리츠에 의하여 나온 후에 야구로부터 일시적으로 은퇴하였다. 1달 후에 깁슨은 디트로이트로 돌아가 타이거스가 아닌 아레나 미식축구 리그의 디트로이트 드라이브를 위하여 다시 미식축구를 하는 데 제공을 받았으나 거절하였다. 봄에 이어 스파키 앤더슨 감독은 그에게 야구로 돌아오는 데 확신시켰다. 그는 타이거스에 돌아와 자신이 23개의 홈런을 친 1994년의 르네상스 시즌을 포함한 자신의 마지막 3년을 보냈다.

## 방송 활동
그는 1998년부터 2002년까지 5개의 시즌을 위하여 FSN 디트로이트에 타이거스의 텔레비전 분석자였다.
2015년 2월 10일 깁슨이 전 동료 선수 잭 모리스와 함께 폭스 스포츠 디트로이트에 타이거스를 위한 해설자로 돌아올 것이라고 공고되었다.

## 코치 경력
2003년 그는 타이거스의 새 감독이자 전 동료 선수 앨런 트래멜에 의하여 타이거스의 벤치 코치로 임명되었다. 그는 자신이 브루스 필즈와 자리를 바꾸어 벤치 코치에서 타구 코치로 옮길 때 2005년 시즌의 중도의 포인트까지 그 직위를 지냈다. 2007년 메이저 리그 베이스볼 시즌의 시작으로서 깁슨은 애리조나 다이아몬드백스의 새로운 벤치 코치가 되었다.
깁슨은 자신의 경력을 통하여 미시간 주립 대학교의 미식축구와 야구 양종목에서 선수로서 등번호 23번 셔츠를 입었다. 하지만 타이거스를 위하여 코치를 지내는 동안에 그는 23번이 윌리 호턴을 위하여 영구 결번된 후에 22번 셔츠를 입었다. 깁슨은 다이아몬드백스를 위한 감독으로서 23번 셔츠를 입었다.

## 감독 경력

### 애리조나 다이아몬드백스
2010년 7월 1일 애리조나 다이아몬드백스는 A. J. 힌치를 감독으로서 해임시키고 깁슨을 벤치 코치에서 중간기 감독으로 진급시켰다. 시즌 이후에 곧 깁슨은 영구적 감독으로 임명되어 2년 계약이 주어졌다. 감독으로서 그의 첫 완전한 해에 깁슨은 다이아몬드백스를 2007년 이래 그들의 첫 내셔널 리그 서부 타이틀로 이끌었다. 그는 2011년 11월 16일 올해의 내셔널 리그 감독으로 임명되었다. 2014년 9월 26일 다이아몬드백스는 깁슨을 해임시켜 효과적으로 팀과 함께 그의 4년간 보유 기간을 끝냈다. 그는 353 승 375 패의 정규 시즌과 2 승 3 패의 공식 이후의 시즌 기록과 함께 자신의 다이아몬드백스 경력을 끝냈다.